# Eika
Jérémy Valdenaire, né le 19 juillet 1996, connu sous le pseudonyme d'Eika, est un joueur professionnel français de League of Legends, jouant au poste de midlaner. Joueur historique du club LDLC OL, son palmarès inclut quatre titres de champion de France (printemps et été 2019, printemps et été 2022).

## Biographie
Double champion de France de LFL avec Team LDLC en 2019, Eika est recruté par l'équipe américaine Immortals (en) l'année suivante, un transfert qui soulève de nombreuses critiques bien qu'il soit joueur professionnel depuis plusieurs saisons,. Après une année mitigée aux États-Unis, il est de retour dans le club lyonnais en 2021. L'année suivante, il remporte le titre de champion de France lors du segment de printemps et d'été. Le 4 janvier 2024, Gentle Mates annonce leur arrivée sur League of Legends avec Eika en Midlaner.

## Palmarès et distinctions
Jérémy Valdenaire a remporté à quatre reprises la Ligue française de League of Legends lors des segments de printemps 2019, été 2019, printemps 2022 et été 2022, tous avec LDLC OL. À titre individuel, il a été récompensé en tant que meilleur joueur du segment d'été 2022, après plusieurs places de dauphin.

## Vie privée
Eika fait son coming out gay en décembre 2023.